# Pakatan Harapan
El Pakatan Harapan (abreujat PH; literalment: Aliança de l'esperança) és una aliança política fundada el 2015 i que agrupa partits que van des del centredreta fins a l'esquerra. És la principal aliança de Malàisia que s'oposa al Barisan Nasional. El seu líder és Mahathir Mohamad, primer ministre des de les Eleccions generals malàisies de 2018 fins a principis de 2020.
L'aliança inclou sobretot el Partit d'Acció Democràtica, Keadilan d'Anwar Ibrahim, el Partit Unit Natiu de Malàisia de Mahathir bin Mohamad i l'Amanah.